# 뮤트 (2018년 영화)
《뮤트》(Mute)는 독일에서 제작된 던칸 존스 감독의 2018년 미스터리, SF, 스릴러 영화이다. 알렉산더 스카스가드 등이 주연으로 출연하였고 스튜어트 피니건 등이 제작에 참여하였다. 이 영화는 존스의 2009년 영화 더 문의 스핀오프이다.
2018년 2월 23일 넷플릭스를 통해 개봉되었으며 부정적인 평가를 받았다.

## 출연

### 주연
- 알렉산더 스카스가드
- 폴 러드
- 저스틴 서룩스

### 조연
- 노엘 클라크
- 플로렌스 카숨바
- 다니엘 패더스

## 기타
- 제작총괄: 찰스 J.D. 쉴리셀